# زمرة لي
في الرياضيات، زمرة لِي (بالإنجليزية: Lie Group)‏ هي زمرة تكون أيضا متعددَ شُعبٍ قابلٍ للتفاضل، وحيث تكون عملية الزمرة متجانسة مع البنية الناعمة. سميت هذه الزمرة هكذا نسبة إلى عالم الرياضيات النرويجي سوفوس لي. ظهر مصطلح زمر لي لأول مرة عام 1893. وكان ذلك باللغة الفرنسية من طرف أحد طلبة سوفوس لي اسمه أرثور تريس في الصفحة الثالثة من أطروحته.

## نظرة عامة
زمرة لي هي متعدد شعب (بالانجليزية: manifold) قابل للتفاضل (Differentiable) وسلس (بالانجليزية: smooth، متعدد الشعب السلس هو متعدد شعب جميع توابع الانتقال له هي دوال سلسة أي لها عدد مشتقات من جميع الرتب في كامل مجال الدالة) وكما يمكن دراسته بالحسبان التفاضلي (Differential Calculus).

## تعريفات وأمثلة
زمرة لي حقيقية (بالانجليزية: Real Lie group) هي زمرة والتي هي ايضاً متعدد شعب سلس حقيقي نهائي البعد، حيث فيه عمليات الزمرة من الجمع والمعكوس هي دوال سلسة.
سلاسة الضرب في الزمرة:
{\displaystyle \mu :G\times G\to G\quad \mu (x,y)=xy}
يعني ان {\displaystyle \mu } هي دالة سلسة من ال product manifold {\displaystyle G\times G} إلى {\displaystyle G}.
من أهم وأشهر الأمثلة لزمر لي والتي تظهر كثيرا في الفيزياء وخاصة فيزياء الجسيمات الأولية، هي زمرة لورينتز (Lorenz group) وهي عبارة عن مجموعة تحويلات لورينتز التي تترك الضرب القياسي في فضاء منكوسكي ثابتا وتماثل عمليات تدوير لمتجه رباعي على هذا الفضاء دون تغيير طوله وتنطبق عليها خواص الزمرة. مثال آخر هو زمرة بونكاري (Poincaré Group) (نسبة لعالم الرياضيات الفرنسي هنري بونكاري) وهي عبارة عن مجموعة التحويلات الإنزلاقية في فضاء منكوسكي.

## التاريخ
بدايات ظهور بنية زمر لي كانت عندما لاحظ عالم الرياضيات النرويجي سوفيوس لي العلاقة الوثيقة بين هذا النوع من الزمر وحلول نظام من المعادلات التفاضلية، حيث تبين أن الحلول (في هذه الحالة مصفوفات) تنطبق عليها خواص الزمرة.